# Isabelia pabstii
Isabelia pabstii är en orkidéart som först beskrevs av Leinig, och fick sitt nu gällande namn av C.Van den Berg och Mark W. Chase. Isabelia pabstii ingår i släktet Isabelia och familjen orkidéer. Inga underarter finns listade i Catalogue of Life.